# Christian Bernardi
Christian Oscar Bernardi (Córdoba, 10 marzo 1990) è un calciatore argentino, centrocampista del Colón (SF).

## Caratteristiche tecniche
È un centravanti.

## Carriera
È cresciuto nelle giovanili dell'Instituto (C).

## Statistiche

### Presenze e reti nei club
Statistiche aggiornate al 13 marzo 2018.
| Stagione         | Squadra          | Campionato       | Campionato | Campionato | Coppe nazionali | Coppe nazionali | Coppe nazionali | Coppe continentali | Coppe continentali | Coppe continentali | Altre coppe | Altre coppe | Altre coppe | Totale | Totale | Totale |
| Stagione         | Squadra          | Comp             | Pres       | Reti       | Comp            | Pres            | Reti            | Comp               | Pres               | Reti               | Comp        | Pres        | Reti        | Pres   | Reti   |        |
| ---------------- | ---------------- | ---------------- | ---------- | ---------- | --------------- | --------------- | --------------- | ------------------ | ------------------ | ------------------ | ----------- | ----------- | ----------- | ------ | ------ | ------ |
| 2010-2011        | Gimnasia (CdU)   | TA               | 14         | 1          | CA              | 0               | 0               |                    | -                  | -                  |             | -           | -           | 14     | 1      |        |
| 2012-2013        | Instituto (C)    | BN               | 30         | 1          | CA              | 2               | 0               |                    | -                  | -                  |             | -           | -           | 32     | 1      |        |
| 2013-2014        | Instituto (C)    | BN               | 4          | 0          | CA              | 3               | 3               |                    | -                  | -                  |             | -           | -           | 7      | 3      |        |
| 2014             | Instituto (C)    | BN               | 16         | 2          |                 | -               | -               |                    | -                  | -                  |             | -           | -           | 16     | 2      |        |
| 2015             | Instituto (C)    | BN               | 40         | 6          | CA              | 1               | 0               |                    | -                  | -                  |             | -           | -           | 41     | 6      |        |
| 2016             | Instituto (C)    | BN               | 14         | 1          | CA              | 1               | 0               |                    | -                  | -                  |             | -           | -           | 15     | 1      |        |
| Totale Instituto | Totale Instituto | Totale Instituto | 104        | 10         |                 | 7               | 3               |                    | -                  | -                  |             | -           | -           | 111    | 13     |        |
| 2016-2017        | Colón (SF)       | PD               | 25         | 1          | CA              | 1               | 0               |                    | -                  | -                  |             | -           | -           | 26     | 1      |        |
| 2017-2018        | Colón (SF)       | PD               | 16         | 3          | CA              | 0               | 0               | CS                 | 2                  | 0                  |             | -           | -           | 18     | 3      |        |
| Totale carriera  | Totale carriera  | Totale carriera  | 159        | 15         |                 | 8               | 3               |                    | 2                  | 0                  |             | -           | -           | 169    | 18     |        |

## Palmarès

### Club

#### Competizioni nazionali
- Copa de la Liga Profesional: 1

Colón (SF): 2021